# Jean Jules Cambos
 Jean Jules Cambos fue un escultor francés, nacido el 28 de abril de 1828 en Castres y fallecido el 2 de mayo de 1917 en la misma ciudad.

## Datos biográficos
Fue admitido en la Escuela nacional de Bellas Artes 1853. Son de su mano dos bustos para las galerías de Versalles, una Santa Solange para la catedral de Nevers y un Ezequiel para la fachada de la iglesia de Saint-Ambroise de París.

## Obras
Entre las  obras de  Jean Jules Cambos se incluyen las siguientes:
- La cigale, figura en mármol blanco de 1875, de 85 centímetros de altura.[2]·[3]
- Isimsiz , figura de bronce de 1865, de 78 centímetros de altura.[4]
- La Paz - La paix , figura alegórica de bronce , de 92 centímetros de altura.[5]
- Busto de Cristóbal Colón , figura de bronce.[6]
- Fuente monumental de La Paix -la Paz- ,de 1872,  en Puéchabon.[7]

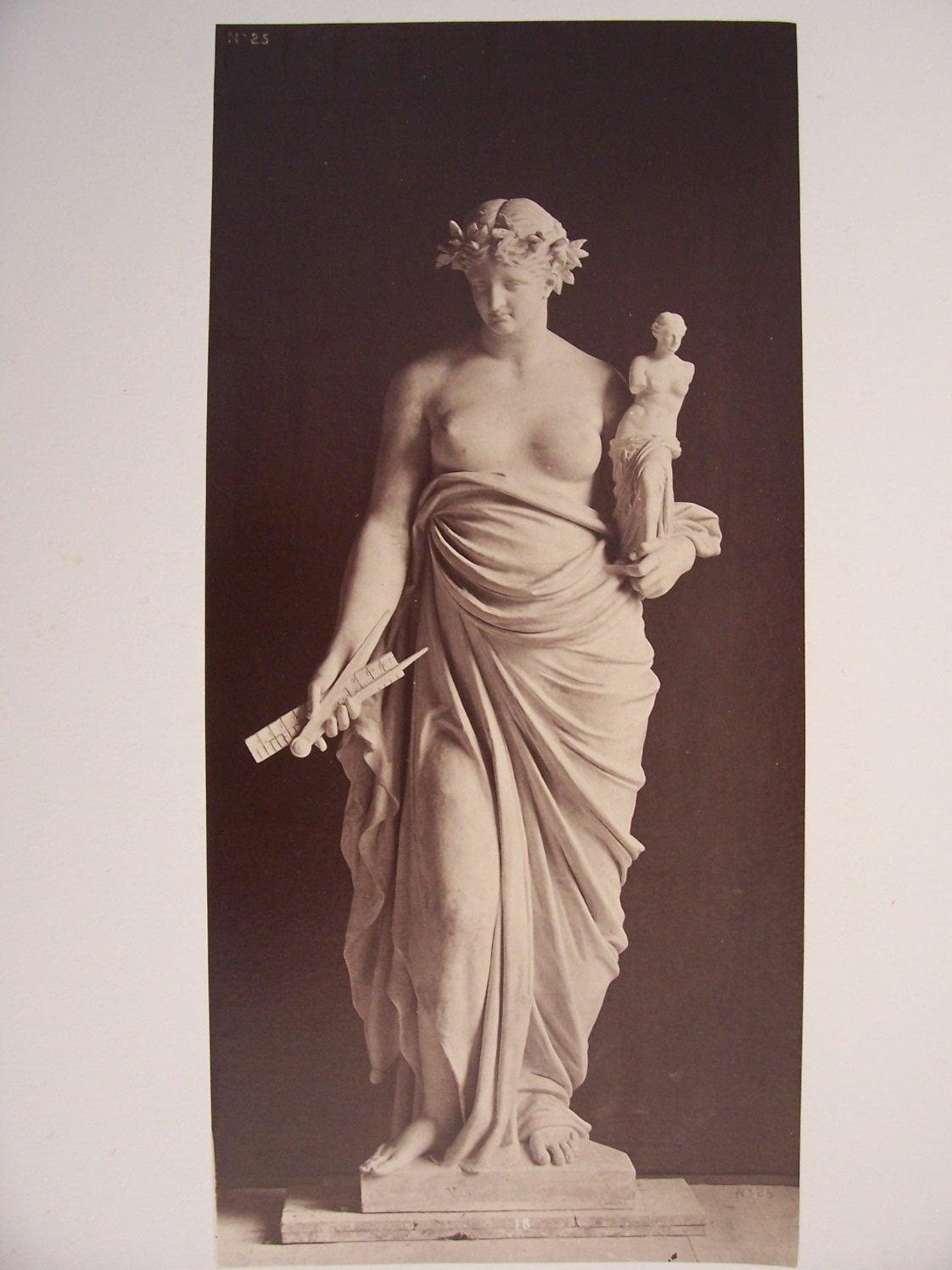
La Tradition, gran vestíbulo de la Ópera Garnier, Paris.